# San Pedro de Huacarpana (distrito)
San Pedro de Huacarpana é um distrito do Peru, departamento de Ica, localizada na província de Chincha.

## Transporte
O distrito de San Pedro de Huacarpana é servido pela seguinte rodovia:
- IC-101, que liga o distrito à cidade de Alto Larán [1][2][3]